# Craig Mazin
Craig Mazin, ameriški scenarist in filmski režiser, * 8. april 1971, Brooklyn, New York, ZDA.
Mazinovo najbolj znano delo je miniserija Černobil iz leta 2019, ki temelji na istoimenski katastrofi iz leta 1986. S svojim delom je prejel dve nagradi Primetime Emmy, med drugim za izjemno pisanje omejene serije, film ali dramski film Special and Outstanding Limited Serije.

## Zgodnje življenje
Mazin se je rodil New Yorku leta 1971, v rusko-judovski družini. Vzgojen je bil na Staten Islandu v New Yorku. Ko je bil najstnik, se je preselil v občino Marlboro v New Jerseyju in obiskoval srednjo šolo Freehold, ki ga je leta 2010 uvrstila v svojo dvorano slavnih. 
Mazin je leta 1992 opravil diplomo iz psihologije na univerzi Princeton. Diplomiral je iz psihologije. 

## Filmska kariera
Mazin je svojo filmsko kariero začel kot tržni direktor pri Waltu Disney Pictures sredi devetdesetih let, kjer je bil odgovoren za pisanje in produkcijo kampanj za studijske filme.
Kot scenarist je debitiral z znanstvenofantastično komedijo RocketMan iz leta 1997, ki je bila napisana skupaj s takratnim partnerjem Gregom Erbom. Od takrat je pisal filme, kot so Senseless, Scary Movie 3, Scary Movie 4 in Identity Thief.
Mazin je režiral dva filma: nizkoproračunski superherojski film The Specials iz leta 2000, ki ga je tudi produciral, in superherojski film Superhero 2008, ki ga je tudi napisal.
Od leta 2006 je Mazin večkrat sodeloval z režiserjem Toddom Phillipsom. Mazin je soavtor obeh nadaljevanj mačka II in III dela, in izvršna produkcija School for Scoundrels.
Leta 2004 je bil Mazin izvoljen v upravni odbor Društva pisateljev Amerike na Zahodu. Ponovne izvolitve ni zahteval, njegov mandat pa se je iztekel septembra 2006.
Mazin je skupaj z bivšim članom uprave WGA Tedom Elliottom vodil spletno mesto Artful Writer, ki se je osredotočalo na vprašanja, pomembna za delujoče scenariste. Zaprl se je leta 2011, po sedmih letih. 
Leta 2011 sta Mazin in kolega scenarist John August ustanovila Scriptnotes, tedenski podcast o scenaristični obrti in filmski industriji.
Julija 2017 sta HBO in Sky Television objavila Černobil, petdelno miniserijo, napisano od Mazina o jedrski katastrofi v Černobilu. Serijo so snemali v Litvi in Ukrajini. Mazin je dejal, da "lekcija Černobila ni, da je sodobna jedrska energija nevarna. Lekcija je, da so laganje, aroganca in zatiranje kritike nevarni." 
V intervjuju za Decider je Mazin dejal: "Če bi prišel na HBO in rekel:" Želim narediti še eno sezono Černobila, le da bo šlo za še eno strašno tragedijo", pa naj bo to Bhopal ali Fukushima ali kaj podobnega, bi si predstavljal vsaj vljudno bi me zanimali. "
Mazin je bil imenovan za trenutnega scenarista za filmsko adaptacijo Lionsgate za serijo videoiger Borderlands februarja 2020, pa tudi za koscenarista in soizvršnega producenta za adaptacijo televizijske serije videoigre The Last of Us za HBO marca 2020. Prilagoditev Last of Us je HBO novembra 2020 prižgal zeleno luč. Pred kratkim je s HBO podpisal splošno pogodbo.

## Politika
Mazin je v času priprav na predsedniške volitve v ZDA leta 2016 podprl demokratsko kandidatko Hillary Clinton. 
Njegov prvostopenjski sostanovalec na Princetonu je bil Ted Cruz, zdaj mlajši ameriški senator iz Teksasa in nekdanji republikanski kandidat za predsedniško volilno leto 2016. Zelo je kritičen do Cruza, pa tudi do njegovih političnih stališč, in ga pogosto zasmehuje na Twitterju. 